# Linguistic Society of America
Linguistic Society of America (eller LSA) är ett amerikanskt lärt samfund inom språkvetenskap.
LSA:s syfte är att lyfta fram lingvistik som vetenskaplig bransch och öka kännedom om den och dess roll i samhälle. Enligt sina stadgar ska samfundet också befrämja lingvistiken och dess forskande.

## Organisation
LSA har olika kommittéer. De sysslar med något specifikt ämne som gäller samfundet verksamhet. Exemplen på kommittéer är:
- Ethics Committee
- Publications
- Fundraising
- Student Issues and Concerns

### Medlemskap
Skillnaden mellan livstidsmedlem och hedersmedlem är att t.ex. alla som har betalat sin medlemsavgift för minst 50 år blir automatiskt livstidsmedlemmar. Bägge medlemskategorier är befriade från medlemsavgiften. Medlemmar som har varit förtroendevalda i samfundets styrelse blir erkända som Fellows i LSA..  

### Publikationer
Samfundet utgiver tre engelskspråkiga vetenskapliga tidskrifter som heter Language, Semantics and Pragmatics och Phonological Data and Analysis. Alla tre är kollegialt granskade (peer-reviewed). Ytterligare utgiver LSA en konferenspublikation varje år..
LSA har också producerat en bokserie, som heter The Routledge Guide to Linguistics, i samarbete med utgivaren Routledge.